# Йовв Василь Матвійович
Василь Матвійович Йовв (26 грудня 1942, село Коржова, тепер Дубесарського району, Молдова — ?) — молдавський радянський державний і комуністичний діяч, секретар ЦК КП Молдавії, 1-й секретар Бельцького міського комітету КП Молдавії. Депутат Верховної Ради Молдавської РСР 10—11-го скликань. Депутат парламенту Республіки Молдова. Член ЦК Комуністичної партії Молдавії. Кандидат економічних наук (1982), доктор економічних наук.

## Життєпис
Народився в селянській родині. З 1959 року — автослюсар Дубосарської АТБ-15.
У 1965 році закінчив Київський технологічний інститут харчової промисловості.
З 1965 по 1967 рік служив у Радянській армії.
У 1967—1973 роках — інженер, начальник зміни, заступник головного інженера, головний інженер Дрокіївського та Александренського цукрових заводів Молдавської РСР.
Член КПРС з 1969 року.
У 1973—1975 роках — директор Бельцького цукроспирткомбінату Молдавської РСР.
У 1975—1976 роках — заступник голови, в 1976—1980 роках — голова виконавчого комітету Бельцької міської ради народних депутатів Молдавської РСР.
У 1980—1982 роках — слухач Академії суспільних наук при ЦК КПРС у Москві. У 1982 році захистиа кндидатську дисертацію на тему «Інтенсифікація цукробурякового виробництва як шлях підвищення ефективності продовольчого комплексу».
У 1982—1983 роках — інспектор відділу організаційно-партійної роботи ЦК КП Молдавії. 
У 1983—1990 роках — 1-й секретар Бельцького міського комітету КП Молдавії.
19 травня 1990 — серпень 1991 року — секретар ЦК КП Молдавії.
З 1991 року — директор науково-виробничого центру Асоціації цукрової промисловості Молдови; керівник економічно-комерційного відділу посольства Республіки Молдова в Російській Федерації.
5 квітня 1994 — 21 травня 1998 року — міністр транспорту і дорожнього господарства Республіки Молдова.
З 1998 року — депутат парламенту Республіки Молдова.
29 січня 2002 — 19 квітня 2005 року — 1-й віцепрем'єр-міністр уряду Республіки Молдова.
З 2005 по 2009 рік — депутат парламенту Республіки Молдова, обраний за списками Комуністичної партії Молдови.
Подальша доля невідома.

## Нагороди
- Орден Республіки
- ордени
- медалі